# Герман Зальмський
Герман Зальмський (нім. Hermann von Salm; близько 1035 — 28 вересня 1088) — король Німеччини 1081—1088 років. Від ворогів отримав прізвисько «Король часнику». Засновник роду Зальм.

## Життєпис
Походив зі Старшого Люксембурзького дому (династії Арденн-Люксембург). Син Гізельберта I, графа Люксембургу. Народився близько 1035 року. Після загибелі батька в 1059 році Герман розділив спадщину зі старшим братом Конрадом, отримавши графство Зальм.
У 1077 році підтримав Рудольфа, герцога Швабії, як претендента на трон Німеччини. Згодом був присутній на його коронації в Майнці. Протягом 1078—1080 років Герман фон Зальм брав участь у битвах проти військ імператора Генріха IV.
У березні 1080 року Папа Римський Григорій VII відлучив від церкви імператора Генріха IV, визнавши королем Рудольфа Швабського. Незабаром після смерті останнього у жовтні того ж року Генріх IV вирушив до Італії, щоб зібрати там антипапську коаліцію. У його відсутність князі Саксонії і Швабії 6 серпня 1081 року в Оксенфурті обрали королем Германа фон Зальма, з тією умовою, щоб вибори єпископів були вільні, а королівський сан у жодному разі не був би спадковим. Зігфрід I, архієпископ Майнца, коронував Германа в Госларі 26 грудня того ж року.
Сфера впливу Германа Зальмського обмежувалася межами Саксонії, оскільки його союзники були лише з Саксонії, Баварії і Швабії. Навіть впливові його родичі, які правили всім графством Люксембург, залишилися вірними імператорові. Герман не був значною особою в Німеччині і не володів такою владою, як Рудольф Швабський, що дозволяло Генріху IV зміцнювати свої позиції.
Герман спробував прийти на допомогу папі римському Григорію VII, для чого зібрав військо й переправив його через Дунай, але в цей час помер його головний союзник Оттон, герцог Баварії. Після цього вплив Германа Зальмського сильно зменшився, що дозволило прихильникові імператора Фрідріху Гогенштауфену зміцнити контроль над Швабією, а Магнус, герцог Саксонії, замирився з імператором.
Коли Генріх IV вдерся в 1085 році до Саксонії, Герман Зальмський втік до Данії, але незабаром повернувся. За підтримки Вельфа IV, герцога Баварії, він переміг імператора в 1086 році в битві при Блейсфілді на річці Майн і захопив Вюрцбург. Проте вплив Германа не збільшився.
У 1088 році, після розриву союзу з Саксонією, Герман залишив Німеччину і перебрався до Лотарингії, де і помер незабаром у замку Кохем. Його було поховано в Меці.

## Родина
Дружина — Софія, донька Мегінхарда V, графа Формбаха
Діти:
- Герман (1087—1135), граф Зальма
- Оттон (1080—1150), пфальцграф Рейнський у 1140 році
- Дітрих